# Bohdan Djaczenko
Bohdan Wasylowycz Djaczenko, ukr. Богдан Васильович Дьяченко (ur. 6 października 1998 w Charkowie) – ukraiński hokeista.

## Kariera
- Donbas Donieck U98 (2011-2012, 2014)
- SDJuSSzOR Charków (2014)
- Saławat Jułajew Ufa (2014)
- HK Dmitrow U17 (2014-2015)
- Donbas Donieck (2015-2021)
- Altajir Drużkiwka (2021-2022)
- Charkiwśki Berserky (2022-2023)
- Sokił Kijów (2023-2025)
- Polonia Bytom (2025-)

Od lipca 2015 zawodnik seniorskiej drużyny Donbasu Donieck. W grudniu 2021 został wypożyczony do zespołu Altajir Drużkiwka. W sierpniu 2022 przeszedł do drużyny Charkiwśki Berserky. Pod koniec stycznia 2023 został wypożyczony do Sokiłu Kijów. Latem przeszedł na stałe do tego klubu. W maju 2025 został ogłoszony zawodnikiem Polonii Bytom.
W barwach Ukrainy uczestniczył w turniejach mistrzostw świata juniorów do lat 18 edycji 2015 (Dywizja I), mistrzostw świata juniorów do lat 20 edycji 2016, 2017, 2018 (Dywizja I). W kadrze seniorskiej uczestniczył w turniejach mistrzostw świata edycji 2017, 2018, 2019, 2023, 2024 (Dywizja IB), 2025 (Dywizja IA), zimowej Uniwersjady edycji 2023.

## Sukcesy
Reprezentacyjne
- Awans do MŚ Dywizji I Grupy A: 2024

Klubowe
- Złoty medal mistrzostw Ukrainy: 2016, 2017, 2018, 2019, 2021 z Donbasem Donieck, 2023 z Sokiłem Kijów
- Srebrny medal mistrzostw Ukrainy: 2020 z Donbasem Donieck

Indywidualne
- Mistrzostwa świata do lat 18 w hokeju na lodzie mężczyzn 2015/I Dywizja#Grupa B:
  - Drugie miejsce w klasyfikacji skuteczności interwencji w turnieju: 90,48%[8]
  - Drugie miejsce w klasyfikacji średniej goli straconych na mecz w turnieju: 2,38
  - Najlepszy zawodnik reprezentacji na turnieju[9]
- Mistrzostwa Świata Juniorów w Hokeju na Lodzie 2016/I Dywizja#Grupa B:
  - Pierwsze miejsce w klasyfikacji skuteczności interwencji w turnieju: 93,28%[10]
  - Drugie miejsce w klasyfikacji średniej goli straconych na mecz w turnieju: 2,43
  - Najlepszy bramkarz turnieju[11]
  - Najlepszy zawodnik reprezentacji w turnieju[12]
- Mistrzostwa Świata Juniorów w Hokeju na Lodzie 2017/I Dywizja#Grupa B:
  - Pierwsze miejsce w klasyfikacji skuteczności interwencji w turnieju: 92,59%[13]
  - Trzecie miejsce w klasyfikacji średniej goli straconych na mecz w turnieju: 2,67
- Mistrzostwa Świata Juniorów w Hokeju na Lodzie 2018/I Dywizja#Grupa B:
  - Pierwsze miejsce w klasyfikacji skuteczności interwencji w turnieju: 93,71%[14]
  - Pierwsze miejsce w klasyfikacji średniej goli straconych na mecz w turnieju: 2,13
  - Pierwsze miejsce w klasyfikacji liczby obronionych strzałów w turnieju: 164
  - Najlepszy zawodnik reprezentacji w turnieju[15]
- Ukraińska Hokejowa Liga (2017/2018):
  - Pierwsze miejsce w klasyfikacji skuteczności interwencji w sezonie zasadniczym: 93,6%[16]
  - Pierwsze miejsce w klasyfikacji średniej goli straconych na mecz w sezonie zasadniczym: 1,56[17]
  - Pierwsze miejsce w klasyfikacji skuteczności interwencji w fazie play-off: 92,2%[18]
  - Pierwsze miejsce w klasyfikacji średniej goli straconych na mecz w fazie play-off: 1,66[19]
- Ukraińska Hokejowa Liga (2018/2019):
  - Drugie miejsce w klasyfikacji skuteczności interwencji w sezonie zasadniczym: 93,4%[20]
  - Drugie miejsce w klasyfikacji średniej goli straconych na mecz w sezonie zasadniczym: 1,84[21]
  - Pierwsze miejsce w klasyfikacji skuteczności interwencji w fazie play-off: 94,4%[22]
  - Pierwsze miejsce w klasyfikacji średniej goli straconych na mecz w fazie play-off: 1,70[23]
- Mistrzostwa Ukrainy w hokeju na lodzie (2023/2024):
  - Najlepszy zawodnik w sezonie zasadniczym
  - Najlepszy bramkarz sezonu[24]
- Mistrzostwa Świata w Hokeju na Lodzie 2024 (I Dywizja)#Grupa B[25]:
  - Drugie miejsce w klasyfikacji skuteczności interwencji w turnieju: 95,65%
  - Drugie miejsce w klasyfikacji średniej goli straconych na mecz w turnieju: 0,67
- Mistrzostwa Świata w Hokeju na Lodzie 2025 (I Dywizja)#Grupa A:[26]:
  - Pierwsze miejsce w klasyfikacji skuteczności interwencji w turnieju: 96,51%
  - Pierwsze miejsce w klasyfikacji średniej goli straconych na mecz w turnieju: 0,97
  - Najlepszy bramkarz turnieju[27]